# Theodora II.

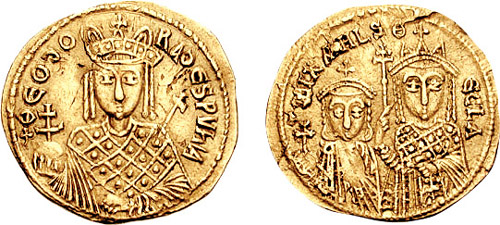
Nomisma der Theodora; auf dem Revers ihr Sohn Michael III., der eigentliche Kaiser, und ihre Tochter Thekla.

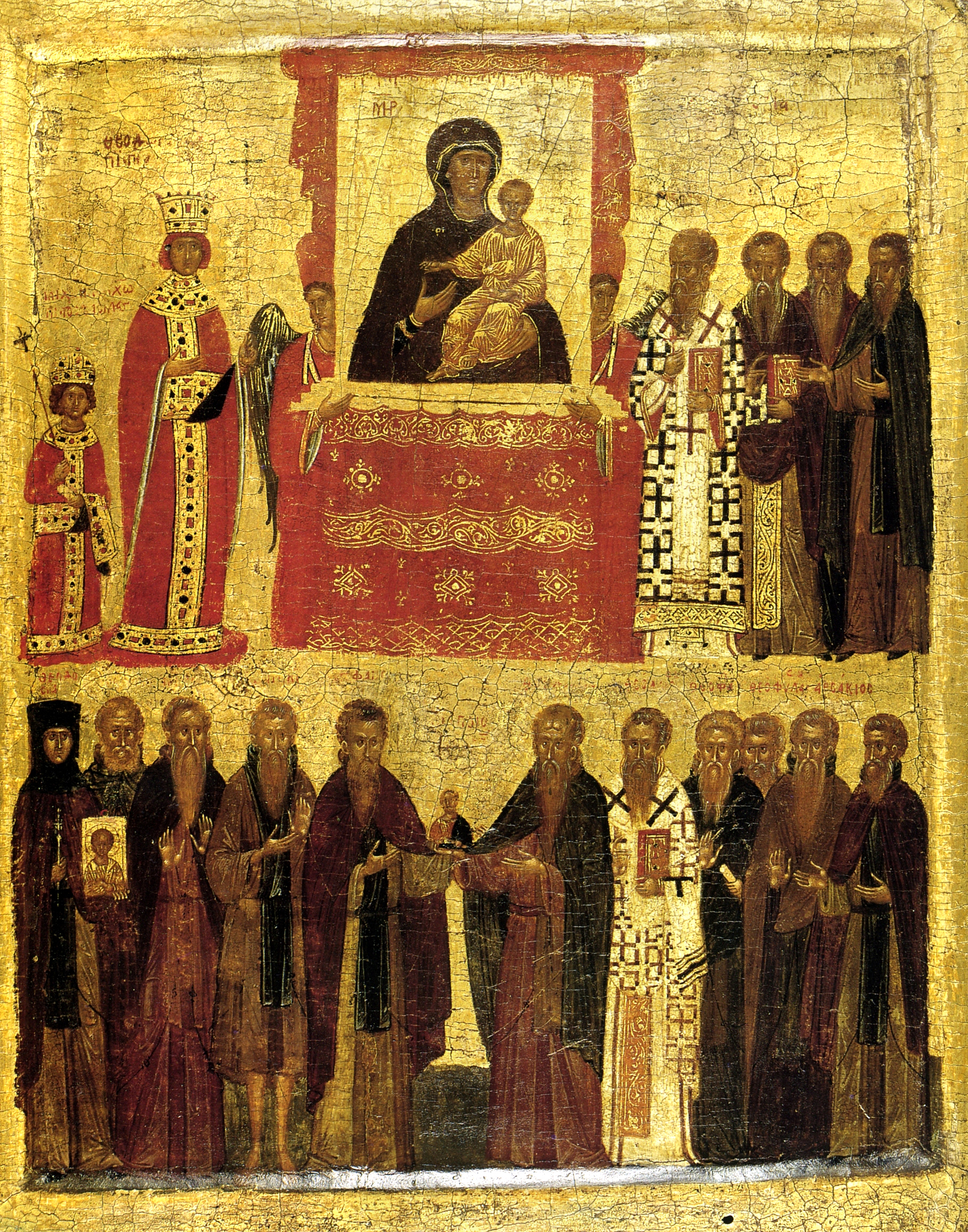
Triumph der Orthodoxie, Ikone 14./15. Jahrhundert, Theodora oben links, neben dem fünfjährigen Michael III. (London, British Museum).

Theodora (griechisch Θεοδώρα; * um 805/807 in Elissa, Paphlagonien; † 11. Februar 867 in Konstantinopel) war Ehefrau des byzantinischen Kaisers Theophilos und nach dessen Tod Regentin des Byzantinischen Reiches (843–856). Sie führte die Bilderverehrung in der Kirche wieder ein. In der orthodoxen Kirche wird sie daher als Heilige verehrt.

## Leben
Theodora wurde um 805/807 in Elissa als Tochter von Marinos und Theoktiste Mamikonjan geboren. Am 5. Juni 830 heiratete sie Kaiser Theophilos (Regierungsjahre 829–842).
Nach dem Tod ihres Mannes wurde sie zur Regentin für ihren, beim Ableben des Vaters, zweijährigen Sohn Michael III. ernannt.
Zusammen mit dem Eunuchen Theoktistos führte sie die Regierung mit fester Hand. Sie füllte die Staatskasse wieder auf und hielt die Bulgaren von einer Invasion ab. Im ersten Jahr ihrer Regierung (842) setzte sie die Kirchenpolitik ihres verstorbenen Mannes außer Kraft und berief 843 die Synode von Konstantinopel unter Patriarch Methodios I. ein, in dem die Bilderverehrung endgültig wieder zugelassen und der bilderstürmerische Klerus enteignet wurde. 
Außerdem befahl sie die Ausschaltung der Paulikianer. Mehr als 100.000 Anhänger dieser Glaubensrichtung wurden 843 Opfer von Massenhinrichtungen. Überlebenden machten sich unter ihrem Anführer Karbeas in Zentralanatolien selbstständig.
Die Erziehung ihres Sohnes überließ sie ihrem Bruder Bardas. Theodora bemühte sich aber vergebens, Bardas’ Autorität zu bekämpfen. 855 wurde sie abgesetzt und 857 in ein Kloster geschickt. Kurz nach ihrem Tod im Jahre 867 wurden Bardas und später ihr Sohn Michael von dem späteren Kaiser Basileios I. ermordet.

## Nachkommen
Theodora und Theophilos hatten sieben Kinder:
- Konstantin († 835), Mitkaiser (833–835)
- Thekla (um 831–nach 867), zeitweise Mitregentin; laut einigen Quellen die Geliebte von Basileios I.
- Anna (um 832–?)
- Anastasia (um 833–?)
- Pulcheria (um 836–?)
- Maria (um 838–vor 856), Ehefrau von Alexios Musele, General und zeitweise Thronfolger
- Michael III. (839–867), Kaiser (856–867)